# Tô Đình Phùng
Tô Đình Phùng (1955 – 25 tháng 8 năm 2020) là một tướng lĩnh cấp cao trong Quân đội nhân dân Việt Nam mang hàm trung tướng. Ông nguyên là Phó giám đốc Học viện Quốc phòng Việt Nam.

## Lịch sử thụ phong quân hàm
| Năm thụ phong | 2006        | 2011        |
| ------------- | ----------- | ----------- |
| Cấp bậc       | Thiếu tướng | Trung tướng |

## Qua đời
Trung tướng Tô Đình Phùng qua đời vào ngày ngày 25 tháng 8 năm 2020 tại Bệnh viện Trung ương Quân đội 108.